# Pawłów (powiat buski)
Pawłów – wieś w Polsce położona w województwie świętokrzyskim, w powiecie buskim, w gminie Nowy Korczyn.
Do 1954 roku istniała gmina Pawłów. W latach 1975–1998 miejscowość należała administracyjnie do województwa kieleckiego.

## Części wsi
| SIMC    | Nazwa | Rodzaj     |
| ------- | ----- | ---------- |
| 0256225 | Raj   | przysiółek |

## Historia
Według rejestru poborowego powiatu wiślickiego z 1579 r. Pawłów był wsią królewską i miał 4 osadników i 1 łan kmiecy.
W 1827 r. wieś miała 41 domów i 237 mieszkańców. Wchodziła w skład dóbr starostwa korczyńskiego, a później majoratu Grotniki, kiedy ten został wydzielony z dóbr korczyńskich. W latach 80. XIX w. wieś była siedzibą gminy w powiecie stopnickim. Znajdowała się tu szkoła początkowa ogólna. Gmina Pawłów miała obszar 6791 mórg i 4494 mieszkańców.